# Bobby Brown (calciatore)
Robert Henry Brown, detto Bobby (Streatham, 2 maggio 1940), è un allenatore di calcio ed ex calciatore inglese, di ruolo attaccante.

## Carriera

### Giocatore

#### Club
Brown, tifoso del Barnet fin da bambino, nel 1958, all'età di 18 anni, viene tesserato dal club, con un contratto semiprofessionistico (fino al 1960 lavora infatti anche come pescivendolo). Nella sua prima stagione il club grazie anche alle sue 41 reti vince la Athenian League e raggiunge la finale (poi persa) della FA Amateur Cup; nella stagione 1959-1960 a causa di un infortunio ad un ginocchio gioca invece un numero significativamente minore di partite, chiudendo comunque il campionato con 17 reti. Nel settembre del 1960 si trasferisce al Fulham, altro club londinese, con cui esordisce nella prima divisione inglese mettendovi a segno 4 reti in 8 presenze: durante la sua permanenza ai Cottagers non è comunque ancora formalmente un professionista (ha un contratto da amatore e lavora part-time presso un fabbricante di mazze da cricket). Diventa professionista solamente nell'estate del 1961, quando si trasferisce al Watford, club di seconda divisione, con cui rimane fino al termine della stagione 1962-1963 per un totale di 28 presenze e 10 reti in partite di campionato. Dal 1963 al 1966 milita invece nel Northampton Town, con cui nella stagione 1964-1965 conquista la prima promozione nella prima divisione inglese (categoria in cui gioca l'anno seguente) nella storia del club. Nel settembre del 1966, dopo l'immediato ritorno in seconda divisione dei Cobblers, viene ceduto per 15000 sterline al Cardiff City, con cui oltre a giocare in terza divisione vince la Coppa del Galles, segnando anche una rete nella partita di andata della vittoriosa finale contro il Wrexham. L'anno seguente Brown fa anche il suo esordio nelle competizioni UEFA per club: nell'occasione, il 17 ottobre 1967, segna anche un calcio di rigore nella vittoria per 2-0 nella partita di ritorno del primo turno della Coppa delle Coppe 1967-1968 contro gli irlandesi dello Shamrock Rovers. Nel prosieguo della competizione, in cui i Ninians raggiungeranno poi la semifinale (miglior risultato di sempre di un club gallese nelle competizioni UEFA per club e in generale di un club non militante in una prima divisione, risultato che verrà eguagliato alcuni decenni più tardi dall'Atalanta), Brown gioca altre 2 partite (la doppia sfida del secondo turno contro gli olandesi del NAC Breda) e realizza un'ulteriore rete (il momentaneo 1-0 nella partita di ritorno, vinta in casa con il punteggio di 4-1). La sua stagione termina però anzitempo: il 26 dicembre 1967 si rompe infatti il legamento crociato di un ginocchio, restando con una gamba ingessata per 6 mesi e ritirandosi ufficialmente a fine stagione. Le lesioni subite erano infatti tali da indurre i medici che lo curavano a consigliargli di rifiutare non solo un improbabile ritorno tra i professionisti ma anche le offerte di club semiprofessionistici (tra cui lo Yeovil Town) che l'avevano cercato per la stagione 1968-1969, in quanto un eventuale ulteriore infortunio al medesimo ginocchio avrebbe potuto compromettere l'uso della gamba in modo definitivo.

#### Nazionale
Venne convocato nella nazionale britannica ai Giochi Olimpici del 1960, nei quali ha giocato 3 partite e messo a segno 4 reti.

### Allenatore
Ha allenato per un decennio nelle giovanili del Cardiff City; nel 1982 per un periodo (dal 4 marzo fino a fine stagione) è stato allenatore ad interim nell'Hull City.

## Palmarès

### Giocatore

#### Club

##### Competizioni nazionali
- Coppa del Galles: 2

Cardiff City: 1966-1967, 1967-1968
- Athenian League: 1

Barnet: 1958-1959